# Benediktinerinnenkloster St. Andreas (Rab)

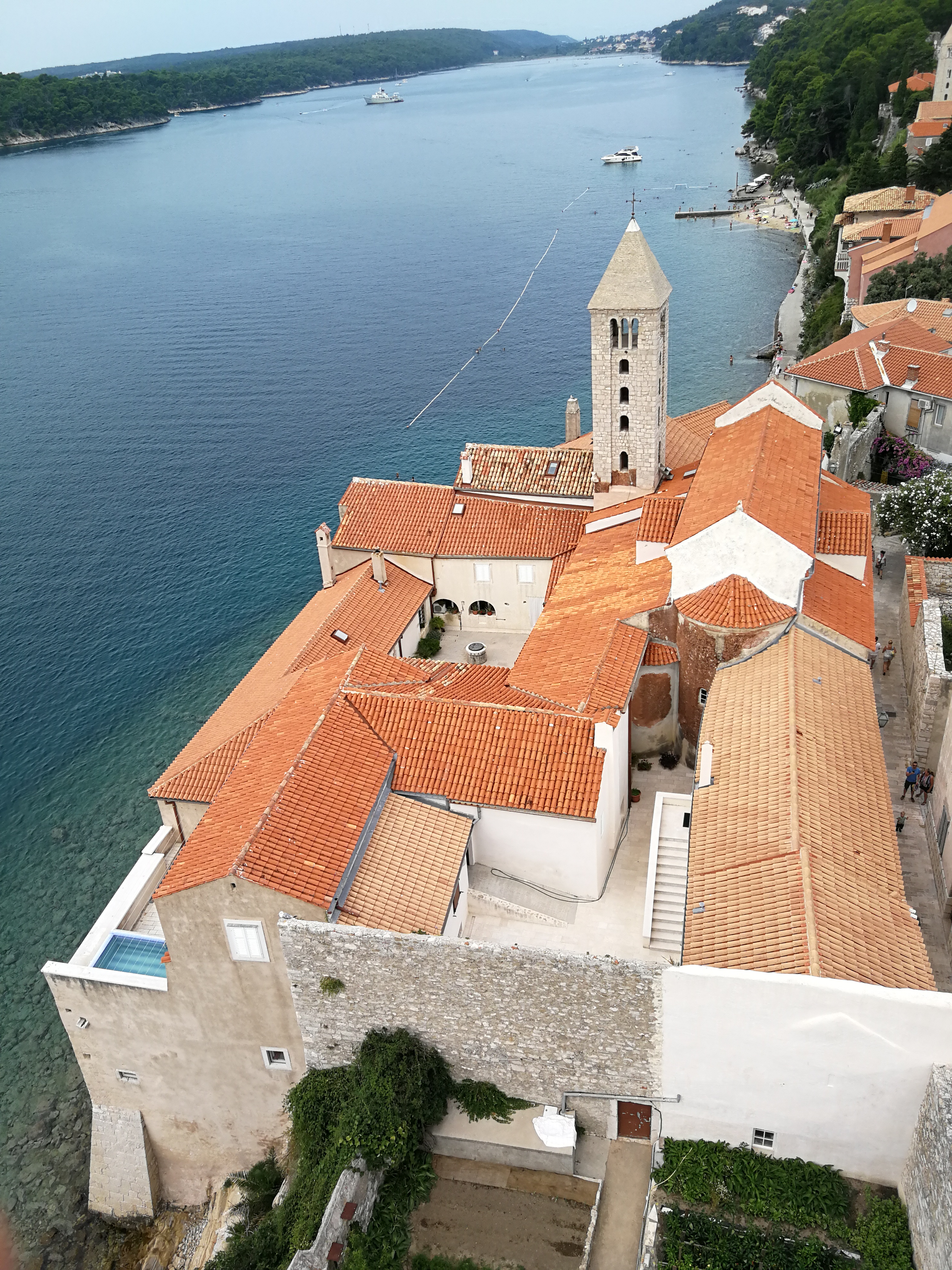
Blick auf die Klosteranlage vom Turm der früheren Kathedrale

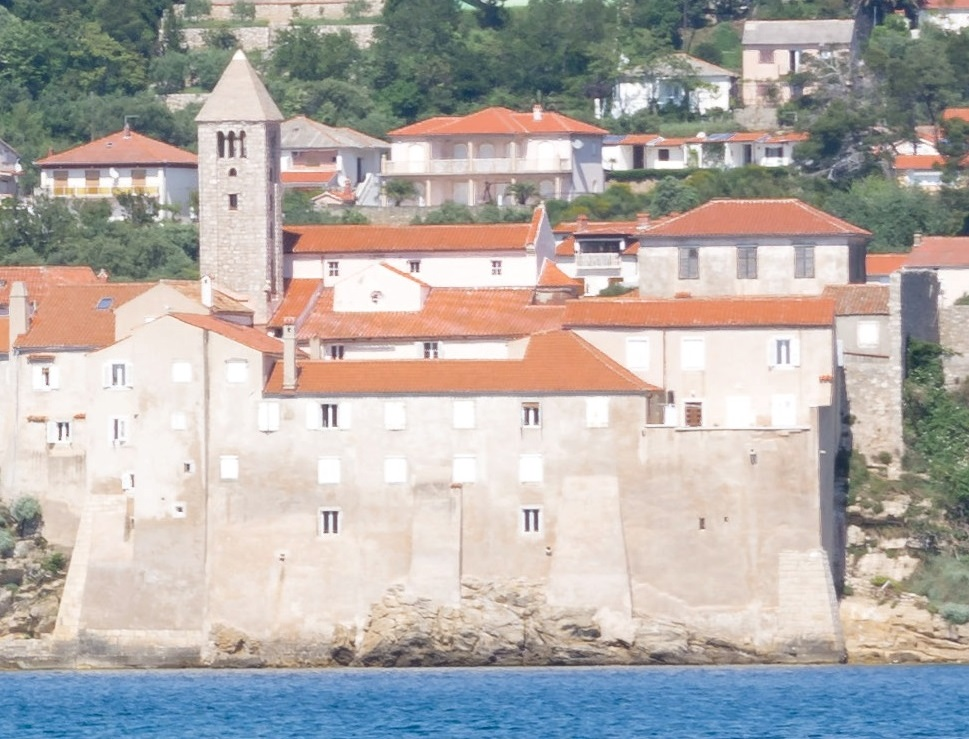
Klosteranlage von der Seeseite

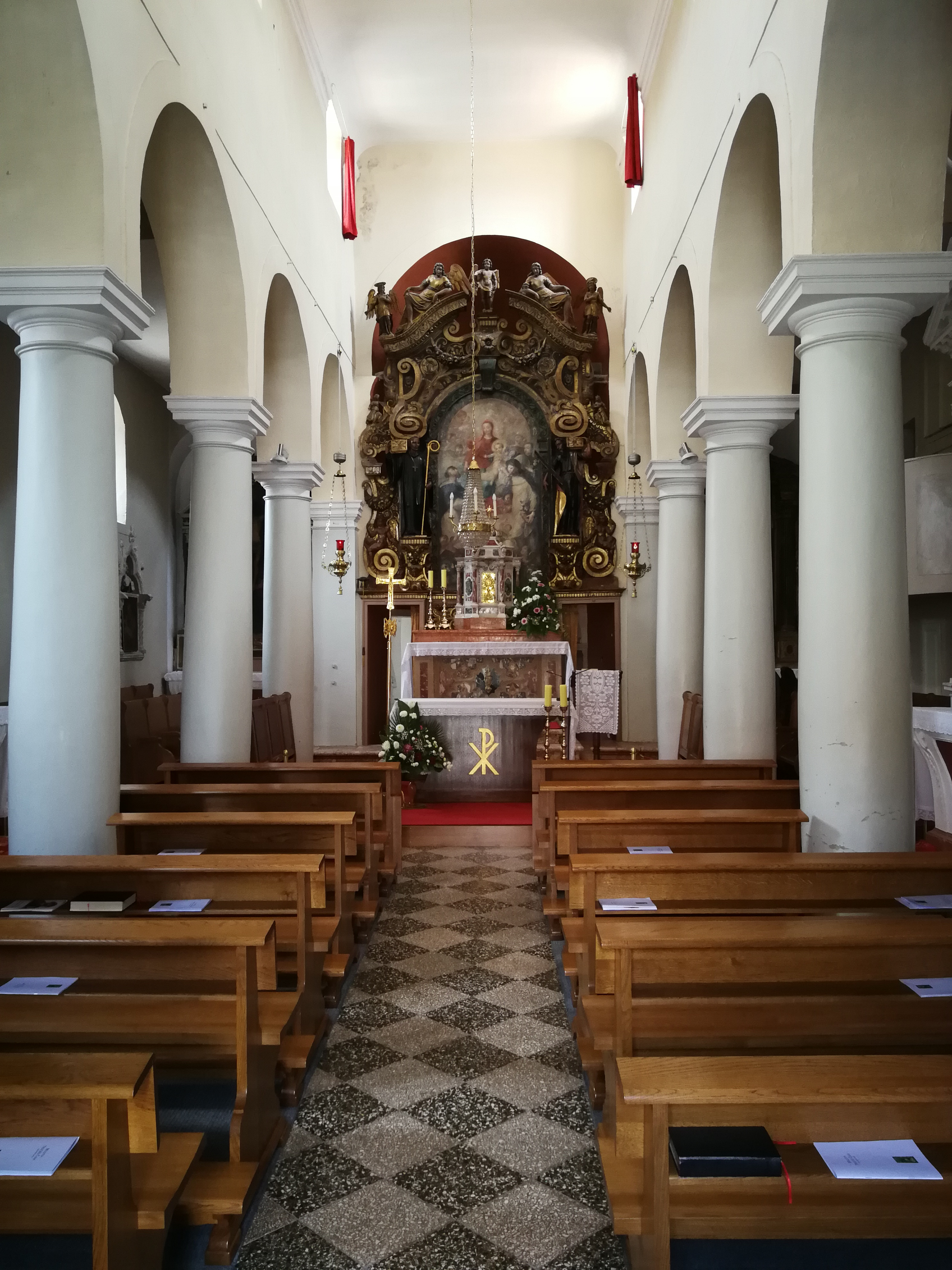
Innenansicht der Klosterkirche

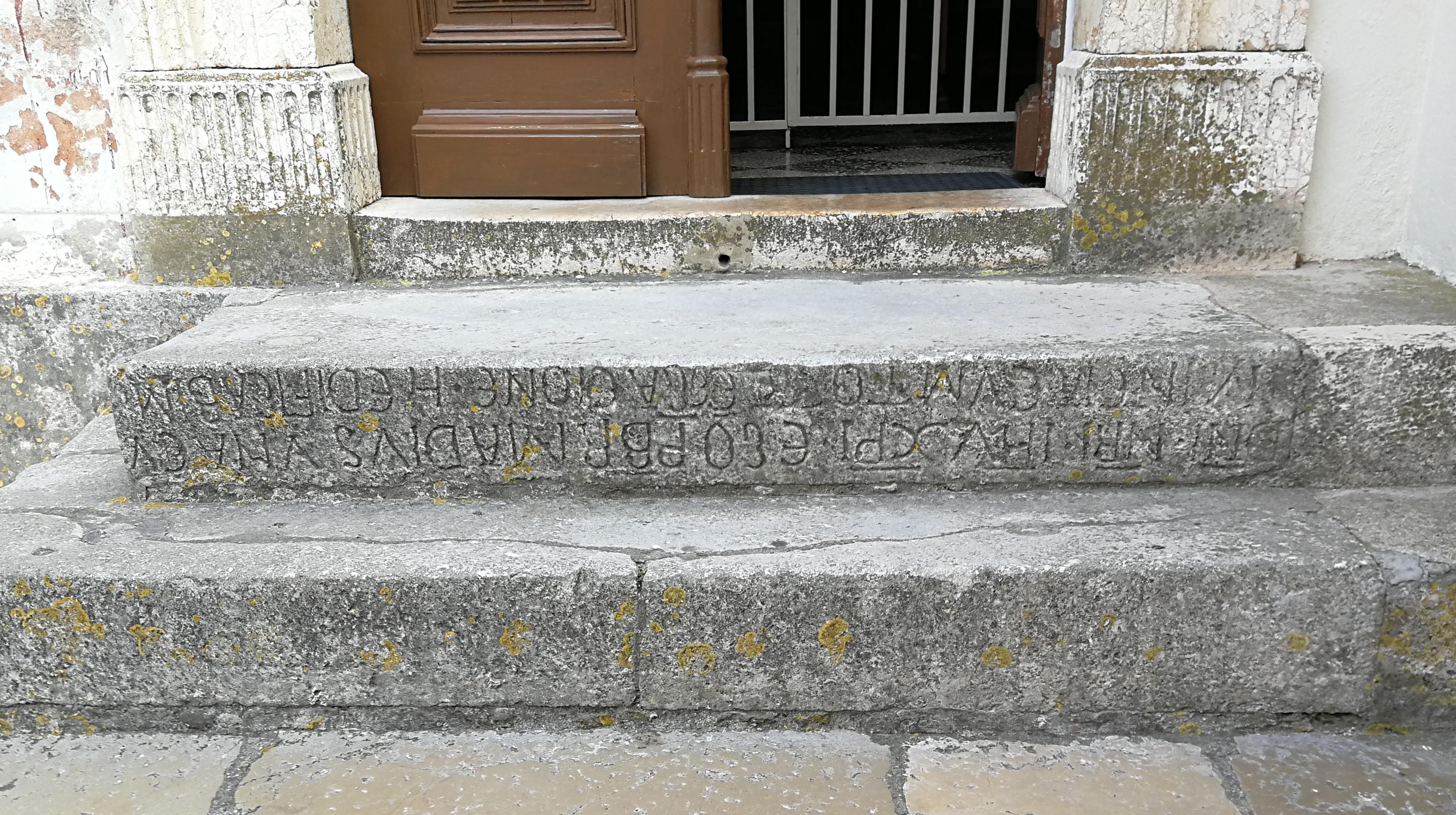
In einer Treppe sekundär verbauter Türsturz mit mittelalterlicher Bauinschrift

Das Benediktinerinnenkloster St. Andreas (kroat. Samostan benediktinski sv. Andrije) ist eine mittelalterliche Klosteranlage in der kroatischen Stadt Rab auf der Insel Rab in der Kvarner Bucht. Es ist eines der ältesten Benediktinerklöster Dalmatiens. Es bestand zur Zeit des Kommunismus unter schweren Beschränkungen fort. Im Jahr 2017 umfasste der Konvent zwölf Schwestern.

## Geschichte
Die Gründung der Anlage, die sich 50 m westlich des Glockenturms der Raber Kathedrale befindet, soll um 1018 als Kloster für adlige Frauen erfolgt sein. Eine Inschrift aus dem Jahr 1181 an der Außenseite der Südwand des fünfgeschossigen Glockenturms in Höhe des ersten Stockwerks nennt einen Erzdiakon Kuzma und eine Äbtissin Ivana.  Die erste direkte Erwähnung des Klosters ist allerdings erst für 1208 überliefert. In einer sekundär versetzten Bauinschrift wird als Baumeister ein Priester namens Mladi überliefert.
Die in sich geschlossene, vierflüglige Hofanlage liegt an der oberen Hauptstraße der Altstadt (Gornja ulica), direkt an der Abbruchkante zur Raber Bucht. Bei der Klosterkirche handelt sich im Kern um eine frühromanische Dreiapsiden-Basilika des 11. Jahrhunderts. Eine gotische Glocke im letzten Stock des Glockenturms stammt von der venezianischen Gießerei Vendramine aus dem Jahr 1396. Nach größeren Umbauten im 15. Jahrhundert hat insbesondere die barocke Umgestaltung ihre Spuren im heutigen Erscheinungsbild hinterlassen. Von besonderem Wert ist der reich verzierte Hauptaltar von Antonio Grapinelli, einem späteren Mitglied der bekannten venetischen Künstlerfamilie des Barock, aus dem Jahr 1765. Ursprünglich befand sich im St.-Andreas-Kloster auch ein Polyptychon aus dem Jahr 1485 – eines der Hauptwerke des Bartolomeo Vivarini. Es wurde Ende des 19. Jahrhunderts verkauft und befindet sich heute im Museum of Fine Arts in Boston.
Das Kloster wird noch immer von einem Benediktinerinnenkonvent bewohnt und genutzt. Es ist nicht öffentlich zugänglich. Die Klosterkirche ist derzeit nur zu den Gottesdiensten geöffnet, der Innenraum kann jedoch durch ein Gitter betrachtet werden.